# Adrianus van Everdingen

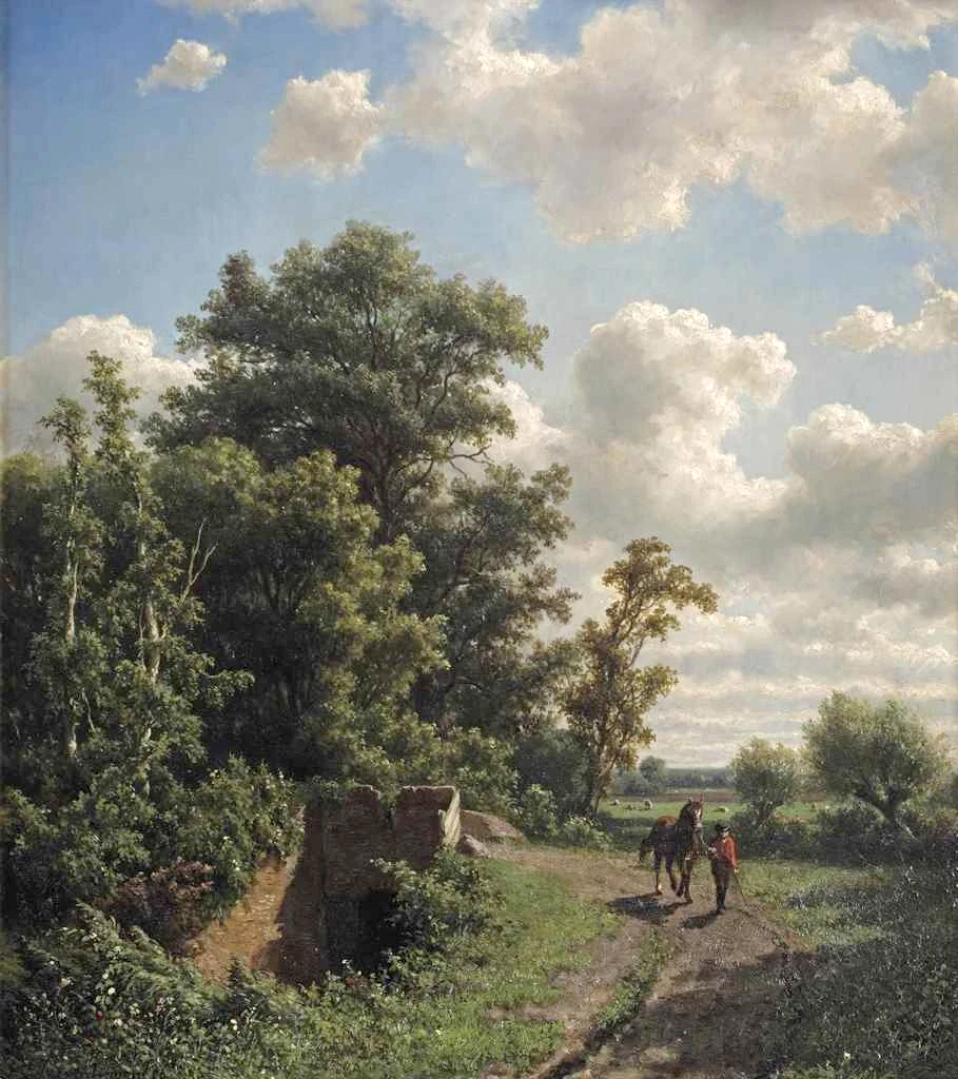
Un cavalier sur un chemin forestier

Adrianus van Everdingen, né le 22 juin 1832 à Utrecht et mort le 4 septembre 1912 dans la même ville, est un peintre paysagiste, aquafortiste, lithographe et aquarelliste néerlandais.

## Biographie
Adrianus van Everdingen naît le 22 juin 1832 à Utrecht.
Il est un élève de Johannes Warnardus Bilders. Il est influencé par A. v Borselen et  Willem Roelofs.
Il est membre de Arti et Amicitiae à Amsterdam et, de 1890 à 1899, chef du Genootschap Kunstliefde à Utrecht.
De 1853 à 1903, il participe à des expositions à Amsterdam, La Haye. Arnhem, Rotterdam, etc.
Adrianus van Everdingen meurt le 4 septembre 1912 à Utrecht.